# Wie schön leuchtet der Morgenstern (Gade)
Wie schön leuchtet der Morgenstern is een compositie/arrangement van Niels Gade. Het is een van zijn zogenaamde preludes voor een koraal (Choralvorspil). In dit geval liet hij zich inspireren door het koraal van Philipp Nicolai. Hij schreef het werk in 1852 en het jaar daarop volgde Tre choralvorspil (drie preludes voor koraal). Gade was ten tijde van componeren organist in Kopenhagen.
Het werk is populair onder organisten en verscheen een vijftal keer op compact discs, alle gevuld met allerhande orgelmuziek.